# Глазью, Огюст Франсуа Мари
Огю́ст Франсуа́-Мари́ Глазью́ (фр. Auguste François Marie Glaziou, 1828—1906) — французский ботаник и путешественник в Бразилии.

## Биография
Франсуа-Мари Глазью родился 28 августа 1828 года (в некоторых источниках приняты иные даты: 25 августа 1833, 30 августа 1833) в городке Ланьон в Бретани в семье садовода. Начальное образование получал в родном городе, затем обучался в Париже. В студенчестве объездил Францию, посетил Нант, Анже, Бордо. В Париже Глазью учился у Броньяра и Декена, в Бордо — у Дюрье де Мезоннёва.
Примерно в 1858 году Глазью, оставив жену и детей во Франции, отправился в Бразилию. С 1868 года он управлял садами и парками Рио-де-Жанейро при дворе императора Педру II, в 1873 году министр сельского хозяйства Жуан Алфреду Коррея ди Оливейра назначил его планировщиком сада Campo do Acclamaçao, для создания которого Глазью понадобилось 8 лет.
В 1890 году Глазью стал офицером Ордена Почётного легиона. Около 1895 года он вернулся во Францию.
Огюст Франсуа Мари Глазью скончался 30 марта 1906 года после непродолжительной болезни.

## Некоторые публикации
- Glaziou, A.F. Plantae Brasiliae centralis a Glaziou lectae (неопр.) // Mémoires publiés par la Société botanique de France. — 1905—1913. — Т. 1, № 3. — С. 1—661.

## Растения и грибы, названные в честь О. Глазью
- Bisglaziovia Cogn., 1891
- Glaziella Berk., 1879
- Glaziocharis Taub., 1895 [= Thismia Griff., 1845]
- Glaziophyton Franch., 1889
- Glaziostelma E.Fourn., 1885 [= Tassadia Decne., 1844]
- Glaziova Bureau, 1868 [= Amphilophium Kunth, 1818]
- Glaziova Mart. ex H.Wendl., 1871, nom. illeg. [= Lytocaryum Toledo, 1944]
- Neoglaziovia Mez, 1891
- Ossaea sect. Glaziophytum Cogn., 1891